# NGC 2721
NGC 2721 este o emission-line galaxy⁠(d) situată în constelația Hidra. A fost descoperită în 1 februarie 1786 de către William Herschel. Se află la o distanță de 65,46 de megaparseci de Pământ.